# Reliegos
Reliegos oder Reliegos de las Matas  ist ein Ort am Jakobsweg in der Provinz León der Autonomen Gemeinschaft Kastilien und León, administrativ ist er von Santa Martas abhängig.
Aus der Entfernung von 5,5 km nach Mansilla de las Mulas, entstand das Sprichwort, das die Länge der kastilischen Meile illustriert: La legua bien medida, de Reliegos a Mansilla. Die lokale Wirtschaft basiert auf Feld- und Viehwirtschaft (Schaf, Rind, Schwein) sowie auf Bienenwirtschaft und Taubenhaltung.

## Geschichte

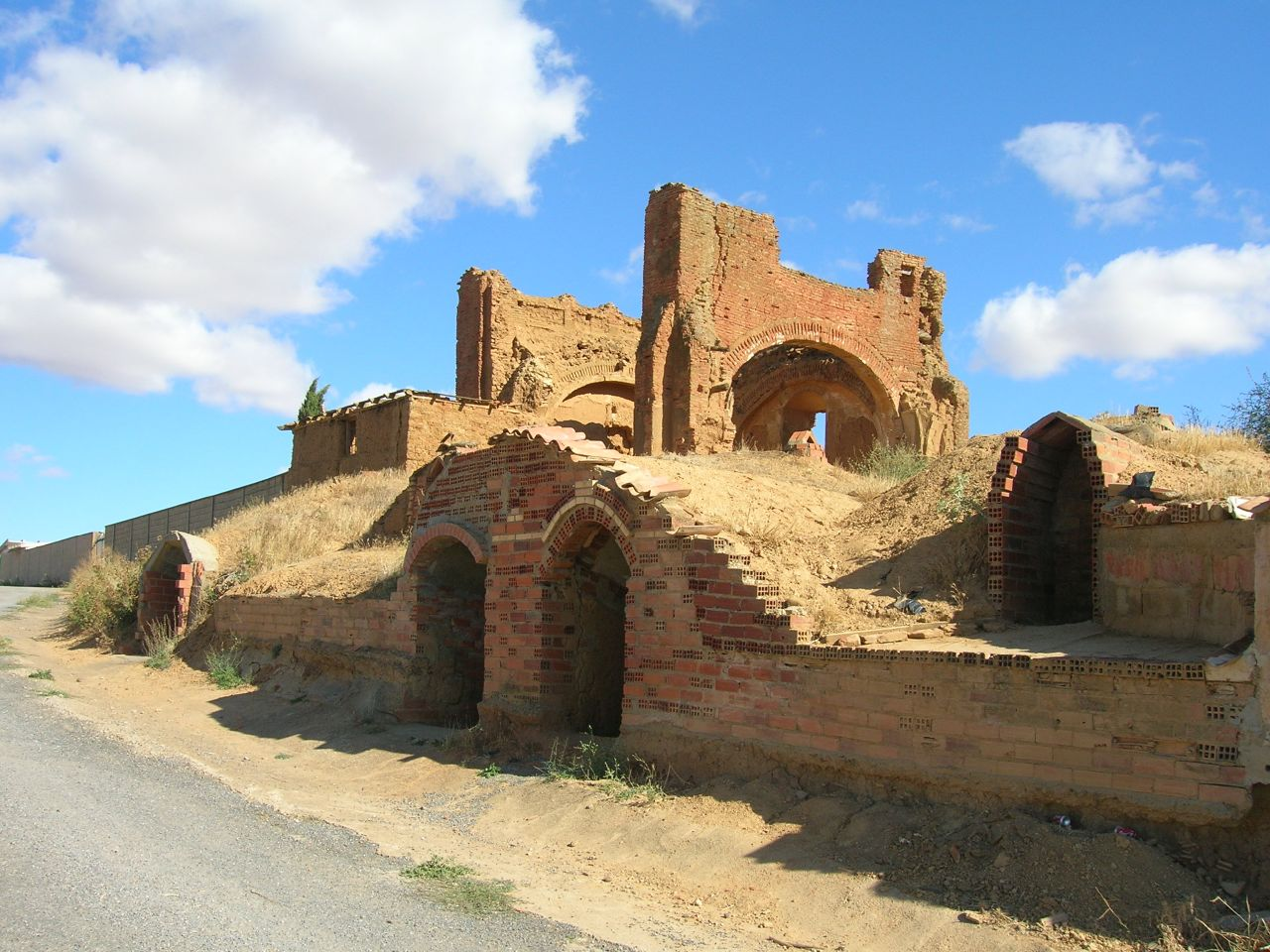
Ehemalige Kirche und Bodegas in Reliegos

In und um Reliegos wurden insgesamt 118 archäologische Fundstücke entdeckt. Darunter befanden sich jungsteinzeitliche Steinäxte und Faustkeile sowie bronzezeitliche Ringäxte. Für die römische Zeit stehen ein Dachziegel mit der Inschrift „Legio VII“ (Siebente Legion, Stationierungsort: León), eine Mühle und Ziegel mit dem Siegel „Vallorno“.
In Reliegos vereinigten sich drei römische Fernstraßen. Der Name der nahen Ortschaft Valdearcos, (lat.: Vallis-arcuum = Tal der Bögen) illustriert dies, Bezugspunkt dürfte eine Brücke in einer der Straßen gewesen sein. Ptolemäus erwähnt „Pallantia“ an der Kreuzung der Straßen aus Tárraco (Tarragona) und Burdigala (Bordeaux) mit der Fernstraße aus den östlichen Pyrenäen nach León, das als Keimzelle des späteren Reliegos angesehen wird.
Es wird ebenfalls als an den Straßen 32 und 34 des Itinerarium Antonini gelegen erwähnt, das zu Zeiten des Kaisers Diokletian herausgegeben wurde.
Der Ort wurde im Jahr 465 geplündert, für die Zeit der Reconquista (hier: 718–910) wird er als bedeutende Ansiedlung in den „Gotischen Feldern“ (Campus Gothorum) erwähnt. Nach der maurischen Invasion liegt der Ort verlassen, die Felder verwandeln sich in Buschwald und Eichenhaine. Erst der Zuzug von Mozarabern aus dem Süden der Iberischen Halbinsel belebte den Bereich um den Río Esla wieder.
Aus dem Mittelalter gibt es zahlreiche Funde, der wichtigste ist eine Grabstele, die sich heute in der Universität von León befindet. In der Bibliothek des Real Monasterio de El Escorial gibt es ein Manuskript aus dem 8. Jahrhundert und im Archäologischen Museum von Tarragona eine Inschrift, in der eine Frau Liciana Flacilla aus Pallantia erwähnt wird.
In Übereinstimmung mit dem römischen Recht, das die Westgoten in den Codex Euricianus übernommen hatten, fielen herrenlose Güter (bona vacantia) an den Staat. Während der Wiederbesiedlung der Gegend nach der Reconquista wurde dieses „Niemandsland“ an alle vergeben, die bereit waren, es zu bearbeiten und zu verteidigen. Das Angebot erging an und wurde jeweils als Gruppe angenommen.
Der Vorsteher der Gruppe bereitete die Verteilung der Landstücke vor, die Zuteilung erfolgte per Los. Er wird ebenfalls den Namen vergeben haben, der vermutlich auf eines der lateinischen Worte „relinquo“ (aufgeben, ver- oder zurücklassen) oder „relego-is“ (= neu gruppieren) oder „relinquiae-arum“ (Reliquien, Reste) zurückzuführen ist.
Vom 10. bis 17. Jahrhundert ist Reliegos Gegenstand zahlreicher Besitzwechsel durch Kauf oder Schenkung. Zeugnis davon sind Erwähnungen in verschiedenen Dokumenten wie z. B. dem Testament des leonesischen Königs Ordoño II. (León) oder Schenkungsurkunden von Doña Urraca, Ferdinand I. (León) oder Ferdinand IV. (Kastilien). Die Schreibweise des Ortsnamens weist dabei ein Spektrum von Relligos über Reirigos, Reliegos de las Matas, Reliquos, Religos, San Cebrián de Reliegos bis zur heute gebräuchlich Form auf.
Reliegos war im Mittelalter in die Wanderweidewirtschaft involviert, da am Ort eine der wichtigsten Routen vorbeiführte, die Cañada Real, konkret die Cañada Real Leonesa Occidental, auf der die Merinoschafe aus der Extremadura auf die kühleren Sommerweiden des Nordens getrieben wurden.
1808 passierten die napoleonischen Truppen unter Marschall Soult Reliegos, bevor sie Mansilla de las Mulas angriffen.
Am 30. November 1866 trat eine neue, von Javier de Burgos ausgearbeitete Verwaltungsgliederung in Kraft, in deren Folge Reliegos administrativ von Santas Martas abhängig wurde.
Am 8. November 1863 wurde das Teilstück Palencia–León (122,835 km) der Eisenbahnstrecke Palencia–La Coruña eingeweiht, für deren Bau die Compañía del Noroeste die Konzession erhalten hatte. Den Betrieb – inzwischen weiter gebaut bis Ponferrada – übernahm die Compañía A. G. L. (Ferrocarriles de Asturias, Galicia y León). Sie erwarb 14 Lokomotiven der Firma Neilson (England), die nach Orten der Gegend benannt wurden, eine davon hieß Reliegos. Die Zahl der Lokomotiven erhöhte sich bis auf 63, die letzten Maschinen aus dieser Zeit taten noch bis 1931 Dienst.
Am 28. Dezember 1947 gegen 8:00 Uhr schlug ein Meteorit in die Hauptstraße (Calle Real) ein, ohne Schaden zu verursachen. Die beunruhigte Bevölkerung fand ihn 35 cm tief in den Boden eingegraben, unweit eines Landwirtschaftsgefährts und eines Hauses.
Es handelte sich um einen Chondrit des Typs L5 mit einem Gewicht von 8,9 kg. Der Meteorit ist der letzte in Spanien registrierte, er wird im Nationalen Wissenschaftsmuseum (Museo Nacional de Ciencias Naturales) in Madrid ausgestellt.

## Sehenswertes
- El Pendón. Das Dorf besitzt ein Banner, das schon 1288 erwähnt wird und zuletzt aufwendig restauriert wurde.
- Bodegas. In die Hügel des Dorfes sind mehr als siebzig Keller gegraben, die einerseits für Herstellung und Lagerung des Weines dienen, anderseits zur Lagerung von Schinken und Wurstwaren sowie als Versammlungs- und Feierort.
- Die populäre Architektur ist durch traditionelle Lehmbauten geprägt, teilweise mit Hilfskonstruktionen aus Holz, teils im Stampflehmbaut mit Kies, Holz und Stroh als Zuschlagsstoffe. In diesen Bauarten sind auch die meist quadratischen Taubenschläge ausgeführt. Bienenstöcke werden meist aus Korbgeflecht hergestellt und mit Lehm abgeschmiert.

## Gastronomie
- Reliegos war für seine Tomaten in Spanien weithin bekannt, die zeitweise auch auf den Madrilenischen Märkten zu kaufen waren.
- Geschmortes Lamm im Tontopf wird alljährlich auf dem Patronatsfest zubereitet.
- Während der Karwoche werden Plätzchen und Bonbons aus Mandeln hergestellt.